# Trichorhina atoyacensis
Trichorhina atoyacensis là một loài chân đều trong họ Platyarthridae. Loài này được Mulaik miêu tả khoa học năm 1960.